# جيل ميتزجر
جيل ميتزجر (بالإنجليزية: Jill Metzger)‏ هي منافسة ألعاب القوى أمريكية، ولدت عام 1973.